# Bärenplatzbrunnen

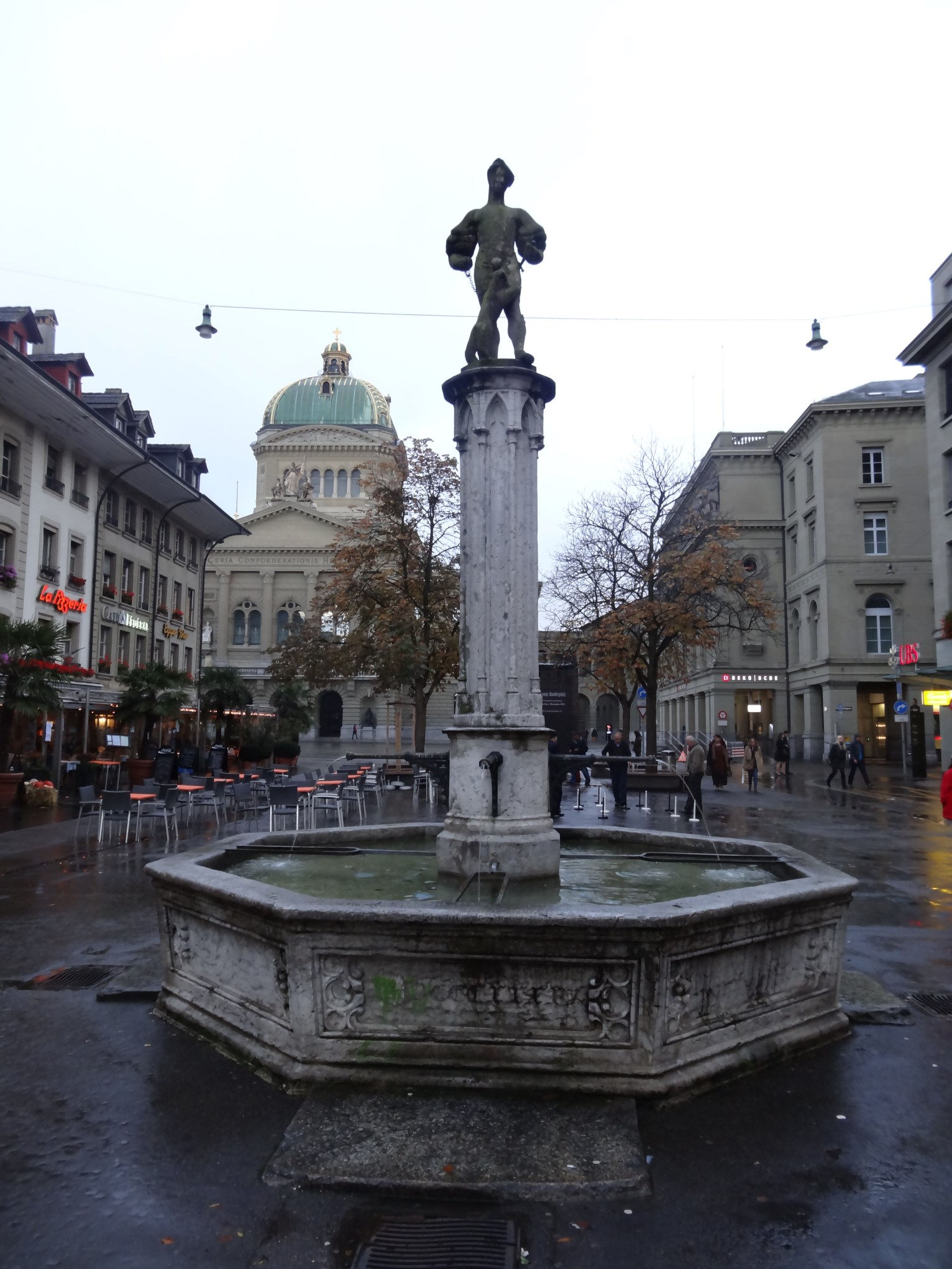
Der Bärenplatzbrunnen auf dem Bärenplatz in Bern

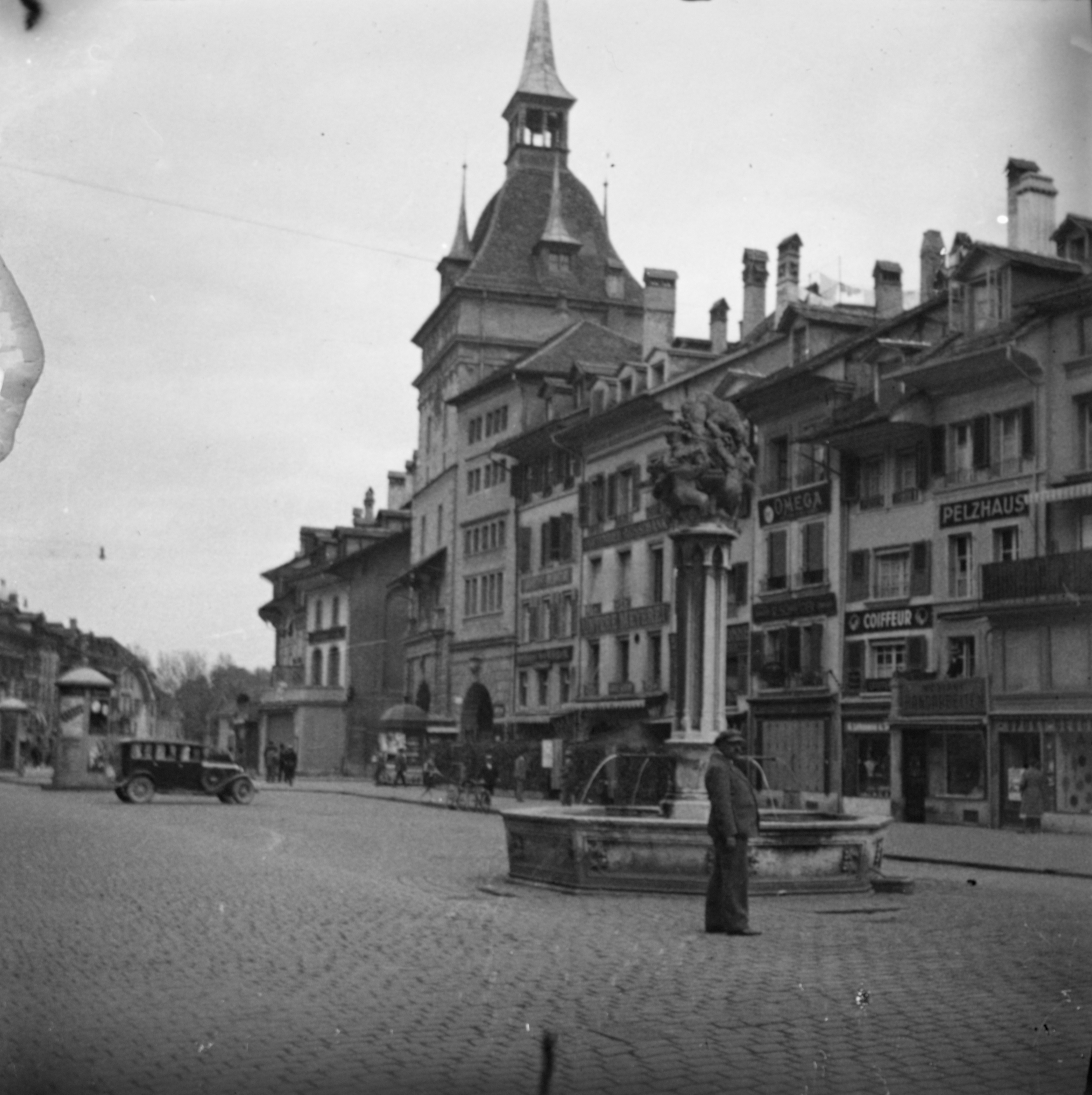
Brunnen mit Bärenskulptur (vor 1936)

Der Bärenplatzbrunnen steht in der Mitte des Bärenplatzes in der Stadt Bern. Er gehört zu den nichtfigürlichen Berner Brunnen des 18./19. Jahrhunderts. Bei der Versetzung auf den Platz wurde 1901 der Brunnen mit einer Bärengruppen ergänzt. Dies wurde 1935 durch eine Figur eines Reisläufers mit einem Bären ersetzt.

## Geschichte
Der Bärenplatzbrunnen steht seit 1901 in der Mitte des Bärenplatzes. Vorher stand er seit 1840 an der Nordwestecke des heutigen Bundesplatzes vor dem alten Casino; an dessen Stelle steht heute das Eckgebäude mit dem Hauptsitz der Berner Kantonalbank.
Der aus Becken und Stock bestehende Brunnen von 1840 wurde nach den Plänen des Architekten Beat Rudolf von Sinner 1839 vom Steinmetz Bargetzi in Solothurn gefertigt, geliefert und an der Stelle des vormaligen Waisenhausplatz-Brunnens aufgestellt. Das Becken ist eine Achteckschale mit neogotischem Masswerkschmuck. Auf der Seite zur Spitalgasse ist die Jahrzahl 1840 als römische Zahl MDCCCXXXX in Fraktur eingemeisselt. Der Stock besteht aus einem achtkantigen Postament mit vier über Kreuz angeordneten Brunnenröhren, gegossen von Escher, Wyss & Cie in Zürich, und einer darauf stehenden Säule mit Rundstabwerk und Baldachin-Kapitell. Becken und Stock bestehen aus weissem Solothurner Muschelkalk.
Nach der Verschiebung auf den Bärenplatz erhielt der Brunnen 1904/05 eine erste Brunnenfigur über dem Baldachin-Kapitell. Das aus Sandstein gefertigte Werk, eine Gruppe spielender Bären, wurde nach einem Entwurf von Rudolf Münger von dem Bildhauer Ferdinand Huttenlocher geschaffen.
Nach dem Tod von Huttenlocher und Münger wurde unter den Berner Bildhauern ein Wettbewerb für eine neue Brunnenplastik gestartet. Die Konkurrenz wurde von Walter Linck mit seiner Figur eines heimkehrenden Berner Reisläufers mit steigendem Bärlein gewonnen und in französischem Kalkstein ausgeführt; dabei diente das steigende Bärlein als Stützfigur, Kette und Schwert des Reisläufers sind aus Metall. Diese Darstellung ziert seit 1935 den Bärenplatzbrunnen.
Der Brunnen wurde 2016 instand gesetzt.

## Trinkwasser
Das Trinkwassernetz von Energie Wasser Bern (ewb) versorgt den Brunnen mit Trinkwasser, dessen Qualität regelmässig überprüft wird.